# H̱eleẕ
H̱eleẕ är ett oljefält i Israel.   Det ligger i distriktet Södra distriktet, i den centrala delen av landet. H̱eleẕ ligger 91 meter över havet.
Terrängen runt H̱eleẕ är platt. Runt H̱eleẕ är det tätbefolkat, med 331 invånare per kvadratkilometer. Närmaste större samhälle är Qiryat Gat, 8,2 km öster om H̱eleẕ. Trakten runt H̱eleẕ består till största delen av jordbruksmark.